# Гунар Јансон (атлетичар)
Јохан Гунар Јансон (швед. Johan Gunnar Jansson; Фелингсбро, 13. октобар 1897 — Ешилструна, 15. децембар 1953) био је шведски атлетичар специјалиста за бацање кладива.

## Спортска каријера
У току споретске каријере Гунар Јансон је два пута учествовао на Летњим олимпијским играма 1932. у Лос Анђелесу где је заузео 7 место и 1936. у Берлину где је био 12.
Учествовао је на 1. Европско првенство у атлетици на отвореном 1934. у Торину, и освојио бронзану медаљу резултатом 47,85 м, иза Финца Веле Перхелеа и Италија|Италијана Фернанда Ванделија
Првак Шведске у бацању кладива био је 1931, 1933—1935 и 1937.

## Значајнији резултати
| Година | Такмичење          | Место            | Дисциплина     | Пласман | Резултат | Белешка        |
| ------ | ------------------ | ---------------- | -------------- | ------- | -------- | -------------- |
| 1932.  | Олимпијске игре    | Лос Анђелес, САД | Бацање кладива | 7.      | 18,28 m  |                |
| 1934   | Европско првенство | Торино, Италија  | Бацање кладива |         | 18,69 м  |                |
| 1936   | Олимпијске игре    | Берлин, Немачка  | Бацање кладива | 12.     | 49,28 м  | [ мртва веза ] |